# Jerry Robinson

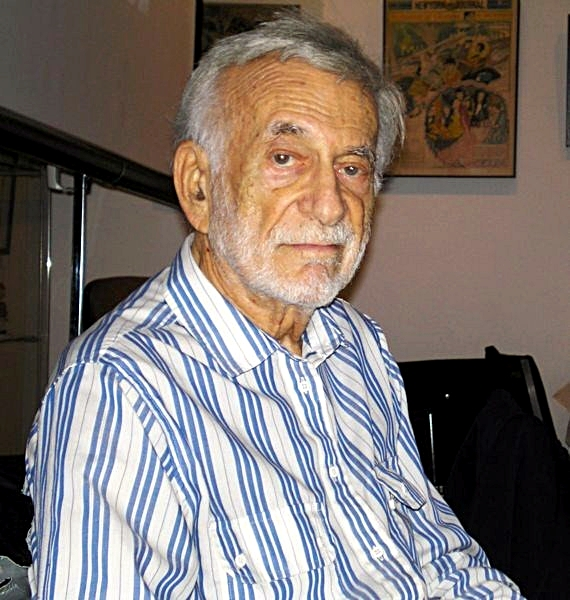
Jerry Robinson (um 2000)

Jerry Robinson (* 1. Januar 1922 in Trenton, New Jersey; † 7. Dezember 2011 in New York City) war ein US-amerikanischer Comiczeichner und Karikaturist. Bekannt wurde er vor allem durch seine Beteiligung an der Entstehung der Figuren Joker und Robin in den Batman-Comics.

## Leben und Arbeit

### Frühe Jahre (1922–1939)
Jerry Robinson wurde 1922 als Sohn eines russischen Immigranten und einer New Yorkerin geboren. Mit der Absicht, Journalist zu werden, immatrikulierte er sich an der Columbia University in New York als Journalismusstudent. Sein Studium finanzierte er unter anderem als Eisverkäufer, bis er 1939 von dem freiberuflichen Autor und Zeichner Bob Kane als Mitarbeiter für dessen Team angeworben wurde, das sich der Produktion der – damals brandneuen – Comics um den dunklen Rächer und nächtlichen Verbrecherjäger Batman widmete.

### Arbeit an Batman (1939–1947)
Als Mitarbeiter von Bob Kane und dessen Partner Bill Finger, die Batman geschaffen hatten, betreute Robinson ab Sommer 1939 die Comics als Tuschezeichner. Dies waren namentlich die monatlich beziehungsweise alle drei Monate erscheinenden Serien Batman und Detective Comics.
Nachdem Robinson zunächst als Letterer und dann als Tuschezeichner an Hintergründen und Nebenfiguren gearbeitet hatte, wurde er schließlich von Kane mit den Tuschezeichnungen für die wichtigsten Teile der Batman-Geschichten betraut. Die Bleistiftvorzeichnungen wurden zu dieser Zeit noch von Kane selbst geschaffen, während Finger die Geschichten verfasste.
Nachdem Robinson und sein Assistent Roussos zunächst das Schlafzimmer von Kanes Apartment als Atelier benutzen mussten, ermöglichte der enorme kommerzielle Erfolg ihrer Arbeit schließlich die Anmietung eigener Arbeitsräume im Times Tower am Times Square.
1941 wurden Robinson und Finger, die bislang beide Angestellte von Kane gewesen waren, von dessen Arbeitgeber, dem Verlag National Comics (später DC Comics), abgeworben: Anstatt als freiberufliche Mitarbeiter von Kane für diesen Geschichten zu verfassen und zu tuschen, sollten beide fortan als unmittelbare Angestellte des Verlags an Kanes Projekten arbeiten. Robinson arbeitete von da an im Hauptstudio von DC-Comics in der Lexington Avenue.

#### Robinson, Robin und der Joker
Die wichtigsten Batman-Charaktere, an deren Schöpfung Robinson beteiligt war, sind Batmans Assistent und Juniorpartner Robin, sowie sein Erzfeind, der geisteskranke, clowngesichtige Joker.
Umstritten ist freilich Robinsons Anteil an der Entstehung dieser Figuren: Robinson selbst hat mehrfach die Behauptung aufgestellt, er habe den Vorschlag gemacht, dem von Bill Finger ersonnenen Robin-Charakter diesen Namen zu geben. Seine Inspiration seien dabei die Robin-Hood-Bücher gewesen, die er in seiner Jugend gelesen habe.
Während diese Aussage niemals von Kane und Finger in Abrede gestellt wurde, bestritten beide mehrfach nachdrücklich, dass Robinson die Figur des Jokers erfunden habe, wie dieser behauptete. Während Robinson angab, die Figur nach einer Joker-Spielkarte entworfen zu haben, erklärten Kane und Finger stets, dass Kane das Konzept der Figur entworfen habe. Daraufhin habe Finger vorgeschlagen, dieses Konzept in Anlehnung an die Rolle des deutschen Schauspielers Conrad Veidt in dem Film The Man Who Laughs (1928) zu überarbeiten. Robinson habe lediglich die Spielkarte als Attribut des Jokers nachgeliefert. Robinson seinerseits gab an, Finger habe ihm (nicht Kane) die Aufnahmen von Veidt als Lächler vorgelegt, nachdem er seine, Robinsons, Konzepte für die Figur gesehen habe, da diese ihn an Veidt erinnert hätten.

### Robinsons Arbeiten in den 1950er und 1960er Jahren
1953 begann Robinson als Zeichner von Comicstrips für Zeitungen zu arbeiten. Während dieser Zeit schuf Robinson gemeinsam mit Sheldon Stark das Strip 'Jet Scott' für das Herald Tribune Syndicate, das von einem Ermittler handelt, der wissenschaftlichen Geheimnissen auf den Grund geht.
In den frühen 1960er Jahren kehrte Robinson in die Comicindustrie zurück. Er illustrierte zu dieser Zeit vor allem Comicadaptionen von Filmen und Fernsehserien für den Verlag „Dell Publishing“. Zu seinen Arbeiten in dieser Zeit gehörten unter anderem Zeichnungen für die Comicserien Lassie, Bat Masterson, Rocky and Bullwinkle und Nancy Parker. Nebenbei illustrierte er Bucheinbände.
1963 entwickelte Robinson Still Life und 1964 Flubs & Fluffs, zwei Reihen, die aus je ganzseitigen satirischen Cartoons bestanden und in der Zeitung New York Sunday News veröffentlicht wurden.

### Späte Jahre
2006 war Robinson Kurator einer Ausstellung im Jewish Museum von New York, die sich mit den Beiträgen jüdischer Künstler zur amerikanischen Comic- und Cartoonkultur befasste. Themenschwerpunkt war insbesondere der Selbstbehauptungswille jüdischer Künstler als einer Minderheit in der amerikanischen Gesellschaft sowie die Nutzbarmachung des „Superhelden“-Genres als Waffe der Diaspora-Juden in ihrem Abwehrkampf gegen ihre Verfolgung durch den Nationalsozialismus in Europa. Die Ausstellung trug den Titel Superheroes: Good and Evil in American Comics.

## Sonstiges
Robinson setzte sich während der zivil-militärischen Diktatur in Uruguay für den dort 1978 inhaftierten und zu einer 6,5-jährigen Gefängnisstrafe verurteilten uruguayischen Zeichner der Zeitung Marcha Francisco Laurenzo Pons ein.